# کتیبه تنگل استاد
کتیبه تنگل استاد مربوط به دوران‌های تاریخی پس از اسلام است و در شهرستان سربیشه، روستای چنشت واقع شده و این اثر در تاریخ ۷ مرداد ۱۳۸۲ با شمارهٔ ثبت ۹۲۹۹ به‌عنوان یکی از آثار ملی ایران به ثبت رسیده است.